# Шосе 3 (Альберта)

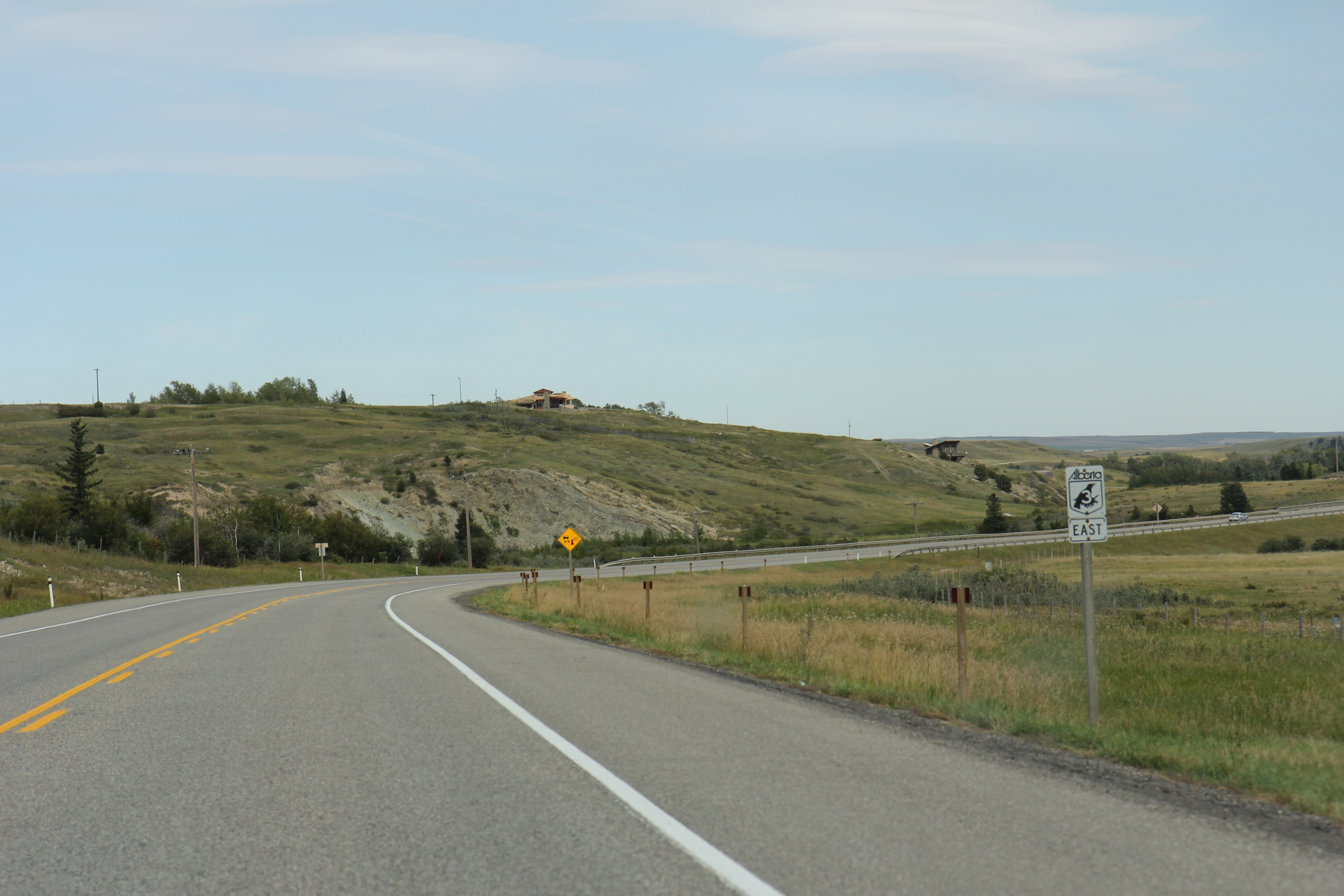
Вид на схід на шосе 3 біля Лундбрека

Шосе провінції Альберта № 3, яку зазвичай називають шосе 3 та офіційно назване шосе Кроуснест, становить 324 км шосе, проходить через південну частину Альберти, Канада, від перевалу Крауснест через Летбрідж до Трансканадського шосе в Медисін-Гет. Разом із шосе Британської Колумбії 3, яке починається в Хоупі, воно утворює міжпровінційний маршрут, який служить альтернативою Трансканадському шляху від нижнього материка до канадських прерій.
Шосе 3 починається як двосмугове продовження Шосе Британської Колумбії 3 у канадських Скелястих горах на перевалі Кроуснест, петляючи через передгір’я до з’єднання з шосе 2 на захід від форту Маклауд. Коротко збігається з шосе 2, вона стає розділеною магістраллю та частиною «Експортної магістралі» Альберти, сегмента коридору CANAMEX, який тягнеться від Аляски до Мексики. У Летбріджі це швидкісна дорога під назвою Crowsnest Trail, яка перетинає річку Олдман і зустрічається з північною кінцівкою шосе 4 і 5. Перше є основним маршрутом, який має назву Експортне шосе, що з’єднується з Міжштатною автомагістраллю 15 у Монтані, тоді як друге розгалужується на південний захід до Мегрета та Кардстона. Виїзд з Летбриджа, шосе 3 проходить через Коулдейл і Тейбер, перш ніж повернути на двосмугове шосе, яке закінчується на шосе 1 у медичному капелюсі.

## Дивись також
- Шосе Єлловгед